# Françoise Verny

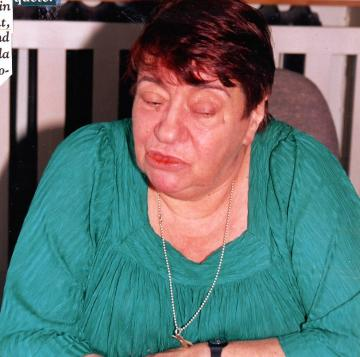
Françoise Verny

Françoise Verny, geborene Delthi (* 26. November 1928 in Neuilly-sur-Seine; † 14. Dezember 2004 in Paris) war eine französische Verlegerin.

## Leben
Verny stammte aus einer Familie von Ärzten, studierte an der École normale supérieure (Paris) zunächst Philosophie, wandte sich aber schnell dem Journalismus zu. Sie arbeitete nacheinander für die Zeitschriften Informations catholiques internationales, L’Écho de la mode, L’Express und Nouveau Candide.
Ihre berufliche Tätigkeit begann 1964 im Buchverlag Grasset, dem sie achtzehn Jahre die Treue hielt. 1982 wechselte sie als Assistentin des Präsidenten und CEO Claude Gallimard in das Verlagshaus Gallimard. Dieser Wechsel sorgte in der Branche für viel Aufsehen. Dort blieb sie allerdings nur vier Jahre und wurde 1986 Verlags- und audiovisuelle Entwicklungsleiterin bei Flammarion. Sie kehrte 1995 noch einmal für kurze Zeit zu Grasset zurück und arbeitete dann für den Fernsehsender M6.
Sie war eine praktizierende Katholikin und ist Autorin mehrerer Bücher über die Religion. Sie liegt begraben auf dem Friedhof Montparnasse.

## Erwähnungen
Während ihrer Karriere entwickelte sie enge Beziehungen zu mehreren Autoren und taucht in der Arbeit einiger von ihnen auf, z. B. trägt die Königin Zabo in Daniel Pennacs La Fée Carabine (1987, Wenn alte Damen schießen) ihre Züge. Auch in einigen Romanen von Jack-Alain Léger ähneln ihr einige Figuren.

## Schriften
- Le plus beau métier du monde. Orban, 1990, ISBN 2-85565-579-X.
- Dieu existe, je l’ai toujours trahi. Orban, 1992, ISBN 2-85565-712-1.
- Dieu n’a pas fait la mort : (Sagesse, 1-13). Grasset, 1994, ISBN 2-246-47551-1.
- Mais si, messieurs, les femmes ont une âme. Grasset, 1995, ISBN 2-246-50381-7.
- Pourquoi m’as-tu abandonnée ? Grasset, 1998, ISBN 2-246-56771-8.
- Serons-nous vivantes le 2 janvier 1950. Vorwort von Patrick Modiano. Grasset, 2005, ISBN 2-246-57871-X.

| Personendaten    | Personendaten                   |
| ---------------- | ------------------------------- |
| NAME             | Verny, Françoise                |
| ALTERNATIVNAMEN  | Delthi, Françoise (Geburtsname) |
| KURZBESCHREIBUNG | französische Verlegerin         |
| GEBURTSDATUM     | 26. November 1928               |
| GEBURTSORT       | Neuilly-sur-Seine, Frankreich   |
| STERBEDATUM      | 14. Dezember 2004               |
| STERBEORT        | Paris                           |